# Judicial review
Lo judicial review, nei sistemi di common law è il potere assegnato ad una corte di rivedere una legge o un atto ufficiale di un ente governativo, nel caso in cui vi ravvisasse problemi di costituzionalità o violazioni ai principi basilari della giustizia.
In molte giurisdizioni, la corte ha il potere di rigettare la legge, revocare l'atto esecutivo o ordinare ad un pubblico ufficiale di agire in un certo modo, se crede che la legge o l'atto siano incostituzionali o contrari alla legge in una libera società democratica. In alcune, come in Scozia e anche in Inghilterra, è possibile rigettare una decisione semplicemente perché essa ignora fatti materiali e rilevanti.

## Nel mondo

### Inghilterra e Galles
È una procedura propria del diritto amministrativo inglese e gallese tramite la quale le corti inglesi dispiegano un controllo sulle autorità pubbliche nell'esercizio dei propri poteri. Un soggetto che ritenga che una decisione di un'autorità pubblica, ad esempio un ministro, un ente locale o uno statutory tribunal abbia violato i propri diritti, può richiedere alla Administrative Court (facente parte della High Court) la revisione giudiziale della decisione. Nel caso di accoglimento dell'istanza, la Corte può annullare (quash) l'atto illegittimo. In determinate circostanze, al ricorrente è dato ottenere i danni. Nei poteri della Corte vi è anche la possibilità di ordinare o inibire un'attività o di ingiungere all'autorità l'obbligo di fare quanto dovuto o di cessare il comportamento illegittimo.
A differenza della statunitense e di altre giurisdizioni, il diritto inglese non conosce la procedura di judicial review per la legislazione primaria (le leggi approvate dal Parlamento), eccettuate talune circostanze in cui la legislazione primaria sia contraria alla normativa europea (si veda il caso Factortame). Sebbene le corti possano esercitare detto potere sulla legislazione primaria per valutarne la compatibilità con lo Human Rights Act 1998, non hanno alcun potere di annullare o sospendere il vigore della legge ritenuta incompatibile con la Convenzione europea per la salvaguardia dei diritti dell'uomo, ma si limitano a dichiarare tale incompatibilità.

### Scozia
Il potere di revisione giudiziale su tutti gli atti di enti amministrativi in Scozia (incluso il Parlamento scozzese) è affidato alla Court of Session. La procedura è determinata dal Chapter 58 delle norme processuali (cosiddetti Rules of Court). Non vi sono termini perentori, tuttavia nel momento in cui il corretto svolgimento del processo venga pregiudicato dal ritardo causato dall'attore la Corte può legittimamente esercitare il suo rifiuto di esaminare il ricorso. Seppure vi sono differenze nella procedura, le norme di diritto che pongono le basi dell'istituto in Scozia sono le stesse di Inghilterra e Galles e le decisioni rese dall'una giurisdizione sono prese in considerazione dall'altra. Si fa perciò rinvio a quanto detto circa la review inglese. Generalmente, l'esame è circoscritto a profili formali (atto illegittimo o irregolare), sebbene la corte prenda in considerazione anche il profilo di irragionevolezza, in sostanza, nel caso di decisioni così irragionevoli che nessun decisore mediamente ragionevole avrebbe mai preso (la cosiddetta Wednesbury unreasonableness). Standard decisori più rigorosi sono adottati quando la materia trattata coinvolga i diritti del ricorrente, ove facenti parte di quelli tutelati dal Human Rights Act 1998. Si contano annualmente circa seicento ricorsi; molti trovano risoluzione in accordi, soltanto una parte modesta di essi conduce a decisione della Corte.

### Irlanda
Il judicial review in Irlanda consente alla High Court e alla Supreme Court il controllo sul Parlamento Irlandese (the Oireachtas) quale garanzia del non conflitto tra Costituzione e leggi ordinarie.

### Stati Uniti d'America
Il concetto di judicial review negli Stati Uniti viene inizialmente introdotto in casi storici quali Ware contro Hylton: si tratta di un controllo di costituzionalità diffuso, portato alla Corte suprema solo in virtù del suo ruolo di sopraordinazione sul sistema delle Corti territoriali e federali, in quanto Corte di ultima istanza.
Tuttavia, è dal caso Marbury contro Madison in poi che si arriva al judicial review come pratica consuetudinaria e accettata: dopo di esso, una decisione della Corte suprema degli Stati Uniti ha effetto abrogativo e vincolante su una legge dichiarata incostituzionale, dal momento che la sentenza comporterà la formazione di un precedente che le corti inferiori non potranno disattendere.
Durante la prima amministrazione di Donald Trump (2017-2021), numerosi ordini esecutivi hanno suscitato dibattiti significativi riguardo al ruolo della judicial review nel sistema costituzionale degli Stati Uniti.
Le azioni dell'amministrazione Trump hanno portato a numerosi contenziosi legali, con i tribunali chiamati a valutare la costituzionalità degli ordini esecutivi del Presidente, spesso per il loro straripamento nelle competenze di altri poteri costituzionali: in risposta l'amministrazione Trump ha adottato una strategia legale volta a espandere il potere esecutivo, basata sulla teoria dell'"unitary executive". Tale approccio - reiterato con maggior forza nel secondo mandato di Trump - ha sollevato preoccupazioni tra gli studiosi riguardo all'equilibrio dei poteri e al potenziale indebolimento dei controlli e contrappesi previsti dalla Costituzione.
Questo periodo ha evidenziato l'importanza della judicial review come meccanismo di controllo sul potere esecutivo, garantendo che le azioni del Presidente siano conformi ai principi costituzionali e alle leggi federali.